# مايكل سكريفن
مايكل سكريفن (بالإنجليزية: Michael Scriven)‏ هو عالم نفس أمريكي، ولد في 1928 في إنجلترا في المملكة المتحدة.